# Jacksonoides
Jacksonoides es un género de arañas araneomorfas de la familia Salticidae. Se encuentra en Queensland en Australia.   

## Lista de especies
Según The World Spider Catalog 12.5::
- Jacksonoides distinctus Wanless, 1988
- Jacksonoides eileenae Wanless, 1988
- Jacksonoides kochi (Simon, 1900)
- Jacksonoides nubilis Wanless, 1988
- Jacksonoides queenslandicus Wanless, 1988
- Jacksonoides simplexipalpis Wanless, 1988
- Jacksonoides subtilis Wanless, 1988